# Tombebœuf
Tombebœuf é uma comuna francesa na região administrativa da Nova Aquitânia, no departamento Lot-et-Garonne. Estende-se por uma área de 18,75 km². Em 2010 a comuna tinha 461 habitantes (densidade: 24,6 hab./km²).